# Legislatura 2008-2012 (Senat)
Funcția de Președinte al Senatului pentru această legislatură a fost ocupată de Mircea Geoană, fost președinte al PSD, între 19 decembrie 2008 și 23 noiembrie 2011. El a fost înlocuit cu Vasile Blaga pe 28 noiembrie 2011. Pe 3 iulie 2012, Crin Antonescu l-a înlocuit pe Blaga la Președinția Senatului. În timpul mandatului de Președinte interimar al României al lui Antonescu, activitatea de la Senat a fost prezidată de către vicepreședintele Petru Filip. Filip a trecut de la PDL la PSD la moțiunea de cenzură împotriva guvernului Ungureanu. De asemenea, el a fost și Președinte interimar al Senatului între îndepărtarea de la putere a lui Geoană și alegerea lui Blaga din 2011. La acea vreme era vicepreședinte al PDL.
| Partid | Partid                                      | Mandate alese  | Mandate alese  | Pierdute       | Câștigate      | Mandate la final | Mandate la final |
| Partid | Partid                                      | Mandate        | %              | Pierdute       | Câștigate      | Mandate          | %                |
| ------ | ------------------------------------------- | -------------- | -------------- | -------------- | -------------- | ---------------- | ---------------- |
|        | Partidul Democrat Liberal                   | 51             | 37.22%         | 19             | 2              | 35               | 25.54%           |
|        | Partidul Social Democrat                    | 49             | 35.76%         | 15             | 3              | 40               | 29.19%           |
|        | Partidul Național Liberal                   | 28             | 20.43%         | 16             | 4              | 27               | 19.70%           |
|        | Uniunea Democrată a Maghiarilor din România | 9              | 6.57%          | 2              | 0              | 7                | 5.10%            |
|        | Uniunea Națională pentru Progresul României | —              | —              | 4              | 12             | 12               | 8.75%            |
|        | Independenți                                | —              | —              |                | 2              | 2                | 1.45%            |
|        | Locuri vacante                              | Locuri vacante | Locuri vacante | Locuri vacante | Locuri vacante | 14               | —                |
| Total  | Total                                       | 137            | 100            | —              | —              | 137              | 100              |

Această listă descrie componența Senatului României în legislatura 2008-2012, alcătuit din 137 de senatori.
| Prenume și Nume               | Circumscripția electorală nr. | Denumire        | Colegiul uninominal | Grup parlamentar |
| ----------------------------- | ----------------------------- | --------------- | ------------------- | ---------------- |
| Nicolae Dobra                 | 1                             | Alba            | 2                   | PDL              |
| Alexandru Pereș               | 1                             | Alba            | 1                   | PDL              |
| Avram Crăciun                 | 2                             | Arad            | 2                   | PSD+PC           |
| Traian Igaș                   | 2                             | Arad            | 3                   | PDL              |
| Ovidiu Marian                 | 2                             | Arad            | 1                   | PDL              |
| Mircea Cinteză                | 3                             | Argeș           | 4                   | PDL              |
| Mircea Diaconu                | 3                             | Argeș           | 1                   | PNL              |
| Constantin Tămagă             | 3                             | Argeș           | 3                   | PSD+PC           |
| Șerban Valeca                 | 3                             | Argeș           | 2                   | PSD+PC           |
| Gabriel Berca                 | 4                             | Bacău           | 1                   | PDL              |
| Radu-Cătălin Mardare          | 4                             | Bacău           | 3                   | PSD+PC           |
| Elena Mitrea                  | 4                             | Bacău           | 4                   | PSD+PC           |
| Vasile Nistor                 | 4                             | Bacău           | 2                   | PDL              |
| Attila Cseke                  | 5                             | Bihor           | 1                   | UDMR             |
| Petru Filip                   | 5                             | Bihor           | 3                   | PDL              |
| Ioan Mang                     | 5                             | Bihor           | 4                   | PSD+PC           |
| Cornel Popa                   | 5                             | Bihor           | 2                   | PNL              |
| Nicolae Dănuț Prunea          | 6                             | Bistrița-Năsăud | 2                   | PSD+PC           |
| Ioan Sbîrciu                  | 6                             | Bistrița-Năsăud | 1                   | PDL              |
| Liviu Câmpanu                 | 7                             | Botoșani        | 2                   | PNL              |
| Augustin Daniel Humelnicu     | 7                             | Botoșani        | 3                   | PDL              |
| Gheorghe Marcu                | 7                             | Botoșani        | 1                   | PSD+PC           |
| Titus Corlățean               | 8                             | Brașov          | 2                   | PSD+PC           |
| Ioan Ghișe                    | 8                             | Brașov          | 3                   | PNL              |
| Marian-Iulian Rasaliu         | 8                             | Brașov          | 1                   | PDL              |
| Dumitru Florian Staicu        | 8                             | Brașov          | 4                   | PDL              |
| Sever Cibu Constantin         | 9                             | Brăila          | 2                   | Mixt             |
| Ion Rotaru                    | 9                             | Brăila          | 1                   | PSD+PC           |
| Ecaterina Andronescu          | 42                            | București       | 10                  | PSD+PC           |
| Crin Antonescu                | 42                            | București       | 2                   | PNL              |
| Vasile Blaga                  | 42                            | București       | 5                   | PDL              |
| Anca Boagiu                   | 42                            | București       | 4                   | PDL              |
| Cristian Diaconescu           | 42                            | București       | 3                   | Mixt             |
| Radu Alexandru Feldman        | 42                            | București       | 11                  | PDL              |
| Gabriel Mutu                  | 42                            | București       | 12                  | PDL              |
| Sergiu Nicolaescu             | 42                            | București       | 1                   | PSD+PC           |
| Cristian Rădulescu            | 42                            | București       | 6                   | PDL              |
| Cristian Țopescu              | 42                            | București       | 7                   | PNL              |
| Cătălin Voicu                 | 42                            | București       | 9                   | PSD+PC           |
| Dan Voiculescu                | 42                            | București       | 8                   | PSD+PC           |
| Marian Cristinel Bîgiu        | 10                            | Buzău           | 2                   | PNL              |
| Viorel Constantinescu         | 10                            | Buzău           | 1                   | PDL              |
| Vasile Ion                    | 10                            | Buzău           | 3                   | PSD+PC           |
| Gheorghe Pavel Bălan          | 11                            | Caraș-Severin   | 1                   | PSD+PC           |
| Iosif Secășan                 | 11                            | Caraș-Severin   | 2                   | PDL              |
| Constantin Dumitru (senator)  | 12                            | Călărași        | 2                   | PDL              |
| Vasile Nedelcu                | 12                            | Călărași        | 1                   | Mixt             |
| Alexandru Cordoș              | 13                            | Cluj            | 4                   | PSD+PC           |
| Mihail Hărdău                 | 13                            | Cluj            | 1                   | PDL              |
| Marius Nicoară                | 13                            | Cluj            | 3                   | PNL              |
| Șerban Rădulescu              | 13                            | Cluj            | 2                   | PDL              |
| Mircea Banias                 | 14                            | Constanța       | 4                   | PDL              |
| Puiu Hașotti                  | 14                            | Constanța       | 1                   | PNL              |
| Alexandru Mazăre              | 14                            | Constanța       | 3                   | PSD+PC           |
| Nicolae Moga                  | 14                            | Constanța       | 2                   | PSD+PC           |
| Álmos Albert                  | 15                            | Covasna         | 1                   | UDMR             |
| Tiberiu Bokor                 | 15                            | Covasna         | 2                   | UDMR             |
| Mircea Andrei                 | 16                            | Dâmbovița       | 2                   | PDL              |
| Valentin Calcan               | 16                            | Dâmbovița       | 3                   | PSD+PC           |
| Adrian Țuțuianu               | 16                            | Dâmbovița       | 1                   | PSD+PC           |
| Viorel Riceard Badea          | 43                            | Diaspora        | 1                   | PDL              |
| Raymond Luca                  | 43                            | Diaspora        | 2                   | PNL              |
| Radu Berceanu                 | 17                            | Dolj            | 1                   | PDL              |
| Mircea Geoană                 | 17                            | Dolj            | 5                   | PSD+PC           |
| Mario-Ovidiu Oprea            | 17                            | Dolj            | 4                   | PNL              |
| Tudor Udriștoiu               | 17                            | Dolj            | 2                   | PDL              |
| Lia Olguța Vasilescu          | 17                            | Dolj            | 3                   | PSD+PC           |
| Laurențiu Chirvăsuță          | 18                            | Galați          | 1                   | Mixt             |
| Paul Ichim                    | 18                            | Galați          | 3                   | PNL              |
| Marius Gerard Necula          | 18                            | Galați          | 4                   | PDL              |
| Gheorghe Saghian              | 18                            | Galați          | 2                   | PSD+PC           |
| Cezar Mircea Măgureanu        | 19                            | Giurgiu         | 1                   | PNL              |
| Vasile Mustățea               | 19                            | Giurgiu         | 2                   | PNL              |
| Toni Greblă                   | 20                            | Gorj            | 2                   | PSD+PC           |
| Ion Rușeț                     | 20                            | Gorj            | 1                   | PDL              |
| László Gyerkó                 | 21                            | Harghita        | 1                   | UDMR             |
| Attila Verestóy               | 21                            | Harghita        | 2                   | UDMR             |
| Vasile Cosmin Nicula          | 22                            | Hunedoara       | 1                   | PSD+PC           |
| Dorin Păran                   | 22                            | Hunedoara       | 2                   | PDL              |
| Dan Radu Rușanu               | 22                            | Hunedoara       | 3                   | PNL              |
| Mihăiță Găină                 | 23                            | Ialomița        | 2                   | PSD+PC           |
| Tudor Panțuru                 | 23                            | Ialomița        | 1                   | PDL              |
| Florin Constantinescu         | 24                            | Iași            | 3                   | PSD+PC           |
| Sorin Constantin Lazăr        | 24                            | Iași            | 2                   | PSD+PC           |
| Dumitru Oprea                 | 24                            | Iași            | 5                   | PDL              |
| Mihaela Popa                  | 24                            | Iași            | 4                   | PDL              |
| Varujan Vosganian             | 24                            | Iași            | 1                   | PNL              |
| Anghel Iordănescu             | 25                            | Ilfov           | 1                   | Mixt             |
| Iulian Urban                  | 25                            | Ilfov           | 2                   | PDL              |
| Gheorghe Bîrlea               | 26                            | Maramureș       | 3                   | PDL              |
| Marius Sorin-Ovidiu Bota      | 26                            | Maramureș       | 2                   | PSD+PC           |
| Titus Pașca Liviu             | 26                            | Maramureș       | 1                   | PNL              |
| Petre Daea                    | 27                            | Mehedinți       | 2                   | PSD+PC           |
| Mihai Stănișoară              | 27                            | Mehedinți       | 1                   | PDL              |
| Petru Bașa                    | 28                            | Mureș           | 3                   | PDL              |
| György Frunda                 | 28                            | Mureș           | 1                   | UDMR             |
| Corneliu Grosu                | 28                            | Mureș           | 4                   | Mixt             |
| Béla Markó                    | 28                            | Mureș           | 2                   | UDMR             |
| Ioan Chelaru                  | 29                            | Neamț           | 2                   | PSD+PC           |
| Ovidius Mărcuțianu            | 29                            | Neamț           | 3                   | Mixt             |
| Toader Mocanu                 | 29                            | Neamț           | 1                   | PDL              |
| Mihai Niță                    | 30                            | Olt             | 1                   | PDL              |
| Dan Coman Șova                | 30                            | Olt             | 3                   | PSD+PC           |
| Ion Toma                      | 30                            | Olt             | 2                   | PSD+PC           |
| Iulian Bădescu                | 31                            | Prahova         | 2                   | PSD+PC           |
| Sorin Serioja Chivu           | 31                            | Prahova         | 4                   | Mixt             |
| Teodor Meleșcanu              | 31                            | Prahova         | 3                   | PNL              |
| Daniel Savu                   | 31                            | Prahova         | 5                   | PSD+PC           |
| Georgică Severin              | 31                            | Prahova         | 1                   | PDL              |
| Tiberiu Günthner              | 32                            | Satu-Mare       | 2                   | UDMR             |
| Valer Marian                  | 32                            | Satu-Mare       | 1                   | PSD+PC           |
| Szabó Andras Levente Fekete   | 33                            | Sălaj           | 1                   | UDMR             |
| Gheorghe Pop                  | 33                            | Sălaj           | 2                   | PSD+PC           |
| Viorel Arcaș                  | 34                            | Sibiu           | 2                   | PSD+PC           |
| Ion Ariton                    | 34                            | Sibiu           | 1                   | PDL              |
| Minerva Boitan                | 34                            | Sibiu           | 3                   | PNL              |
| Sorin Fodoreanu               | 35                            | Suceava         | 1                   | PDL              |
| Gavril Mîrza                  | 35                            | Suceava         | 3                   | PSD+PC           |
| Orest Onofrei                 | 35                            | Suceava         | 2                   | PDL              |
| Tiberiu Aurelian Prodan       | 35                            | Suceava         | 4                   | PDL              |
| Șerban Mihăilescu             | 36                            | Teleorman       | 1                   | PSD              |
| Alexandru Mocanu              | 36                            | Teleorman       | 3                   | PDL              |
| Romeo Florin Nicoară          | 36                            | Teleorman       | 2                   | PNL              |
| Dorel Constantin Vasile Borza | 37                            | Timiș           | 3                   | PDL              |
| Gheorghe David                | 37                            | Timiș           | 1                   | PDL              |
| Nicolae Robu                  | 37                            | Timiș           | 2                   | PNL              |
| Ilie Sârbu                    | 37                            | Timiș           | 4                   | PSD+PC           |
| Ion Bara                      | 38                            | Tulcea          | 1                   | PDL              |
| Trifon Belacurencu            | 38                            | Tulcea          | 2                   | PSD+PC           |
| Cristian David                | 39                            | Vaslui          | 3                   | PNL              |
| Vasile Pintilie               | 39                            | Vaslui          | 2                   | PDL              |
| Doina Silistru                | 39                            | Vaslui          | 1                   | PSD+PC           |
| Laurențiu Florian Coca        | 40                            | Vâlcea          | 1                   | PSD+PC           |
| Emilian-Valentin Frâncu       | 40                            | Vâlcea          | 2                   | PNL              |
| Dorel Jurcan                  | 40                            | Vâlcea          | 3                   | PDL              |
| Miron Mitrea                  | 41                            | Vrancea         | 2                   | PSD+PC           |
| Sorina Plăcintă               | 41                            | Vrancea         | 1                   | PDL              |